# پیکو دو جابر
پیکو دو جابر (به پرتغالی: Pico do Jabre) یک کوه در برزیل است که در پارائیبا واقع شده‌است. پیکو دو جابر ۱٬۱۹۷ متر بالاتر از سطح دریا واقع شده‌است.